# Socchieve
Socchieve (Soclêf en frioulan) est une commune italienne de la province d'Udine dans la région autonome du Frioul-Vénétie Julienne en Italie.

## Administration
| Période                                  | Période | Identité | Étiquette | Qualité |
| ---------------------------------------- | ------- | -------- | --------- | ------- |
|                                          |         |          |           |         |
| Les données manquantes sont à compléter. |         |          |           |         |

### Hameaux
Caprizi, Dilignìdis, Feltrone, Lungis, Mediis, Nonta, Priuso, Viaso

### Communes limitrophes
Ampezzo, Enemonzo, Forni di Sotto, Ovaro, Preone, Raveo, Tramonti di Sopra, Tramonti di Sotto